# Quítxua I
Quechua I, conegut també com o  Quítxua Wáywash, o Quítxua B, és una de les dues branques o grups genealògics de les llengües quítxues. Està composta per una gran diversitat de varietats lingüístiques distribuïdes en la serra del centre del Perú, en els departaments de Áncash, Huánuco, Pasco, Junín i Lima.
Aquest Quítxua I es diferencia del Quítxua II per l'ús de vocals allargades i en diversos morfemes. Segons els lingüistes Torero i Carranza, són més antics que el Quítxua II.

## Classificació
El quítxua de Pacaraos és la varietat més divergent del Quítxua I; en els primers treballs de Torero va ser considerada dins de la subbranca A del Quítxua II, el grup "de transició", però posteriors treballs d'Adelaar i Taylor la van permetre situar en la branca I.
El grup restant i majoritari, les llengües quítxues centrals en sentit estricte, conformen un continu dialectal amb isoglosses que no permeten dividir en àrees discretes. En el seu treball inicial, Torero (1964) va delinear vuit varietats dialectals:
Huaylas
Conchucos
Huayhuash occidentalestès per la conca alta del riu Pativilca
Huayhuash mitjàestès per la conca alta del riu Huaura i la del riu Chaupihuaranga
Huayhuash orientalEstès des del sud de la província d'Ambo fins a la província de Tarma, passant per l'altiplà de Bombó.
Vall del Mantaro
Huánuco-Marañón
Huánuco-Huallaga
Posteriorment (1974), Torero presenta dues maneres d'agrupar aquestes llengües. La primera, amb relació a la seva proximitat als dialectes més extrems, el del Carreró de Huaylas i el huanca, de nominant a tots dos grups com Wáylay i Wánkay respectivament. Tots dos es diferenciarien en la pluralització dels verbs. Paral·lelament, presenta cinc zones amb base en la intercomunicació dels parlants:
- Zona 1: Ancash-Conchucos (Wáylay)
- Zona 2: Alt Marañón-Alt Huaura-Alt Huallaga (Intermedi entre Wáylay i Wánkay)
- Zona 3: Yaru
- Zona 4: Jauja-Huanca
- Zona 5: Huangáscar-Toparà (eventualment sumida en el quítxua de Yauyos)

| Wáylay / Wánkay | Zona de intercomprensión                                 | Dialectes en Torero 1964 | Dialectes per codi ISO/DIS 639-3  |
| --------------- | -------------------------------------------------------- | ------------------------ | --------------------------------- |
| Wáylay          | Zona 1: Dialectes Huaylas-Conchucos                      | Huaylas                  | Huaylas (qwh)                     |
| Wáylay          | Zona 1: Dialectes Huaylas-Conchucos                      | Conchucos                | Corongo (qwa)                     |
| Wáylay          | Zona 1: Dialectes Huaylas-Conchucos                      | Conchucos                | Sihuas (qws)                      |
| Wáylay          | Zona 1: Dialectes Huaylas-Conchucos                      | Conchucos                | Conchucos nord (qxn)              |
| Wáylay          | Zona 1: Dialectes Huaylas-Conchucos                      | Conchucos                | Conchucos sud (qxo)               |
| Wáylay          | Zona 1: Dialectes Huaylas-Conchucos                      | Conchucos                | Huamalíes (qvh)                   |
| Wáylay/Wánkay   | Zona 2: Dialectes Alt-Pativilca-Alt Marañón-Alt Huallaga | Huayhuash occidental     | Chiquián (qxa)                    |
| Wáylay/Wánkay   | Zona 2: Dialectes Alt-Pativilca-Alt Marañón-Alt Huallaga | Huayhuash occidental     | Cajatambo-Lima nord (qvl)         |
| Wáylay/Wánkay   | Zona 2: Dialectes Alt-Pativilca-Alt Marañón-Alt Huallaga | Huánuco-Marañón          | Margos-Yarowilca-Lauricocha (qvm) |
| Wánkay          | Zona 2: Dialectes Alt-Pativilca-Alt Marañón-Alt Huallaga | Huánuco-Huallaga         | Huallaga (qub)                    |
| Wánkay          | Zona 2: Dialectes Alt-Pativilca-Alt Marañón-Alt Huallaga | Huánuco-Huallaga         | Panao o Pachitea (qxh)            |
| Wánkay          | Zona 3: Dialectes Yaru                                   | Huayhuash mig            | Alt Huaura                        |
| Wánkay          | Zona 3: Dialectes Yaru                                   | Huayhuash mig            | Chaupihuaranga (qur)              |
| Wánkay          | Zona 3: Dialectes Yaru                                   | Huayhuash mig            | Santa Ana de Tusi (qxt)           |
| Wánkay          | Zona 3: Dialectes Yaru                                   | Huayhuash oriental       | Ambo o San Rafael-Huariaca (qva)  |
| Wánkay          | Zona 3: Dialectes Yaru                                   | Huayhuash oriental       | Junín Nord (qvn)                  |
| Wánkay          | Zona 4: Dialectes Jauja-Huanca                           | Vall del Mantaro         | Huaylla Wanka (qvw)               |
| Wánkay          | Zona 4: Dialectes Jauja-Huanca                           | Vall del Mantaro         | Jauja Wanka (qxw)                 |
| Wánkay          | Zona 5: Dialectes Huangáscar-Toparà                      | Vall del Mantaro         | Yauyos (qux)                      |
| Wánkay          | Zona 5: Dialectes Huangáscar-Toparà                      | Vall del Mantaro         | Chincha (qxc)                     |

1. ↑  Amb trets regionals al marge del Wánkay i el Wáylay.
2. ↑  Cap llengua enlistada en l'ISO 639 inclou el quítxua parlat en la conca alta del riu Huaura.
3. ↑  SIL no considera una llengua única a aquest conjunt. Les varietats de Laraos i Linxa, que s'enllisten sota el codi qux, pertanyen al Quítxua II.

### Intel·ligibilitat mútua
La gran diversitat d'isoglosses acumulades en aquesta zona produeix una gran complexitat entorn del grau de comprensió mútua entre els diversos lectos que la componen.
Segons els treballs de Torero anteriors a 1974, el conjunt de les zones 1, 2 i 3 és altament divergents amb les zona 4 així com amb la 5, per la qual cosa no podrien sumir-se en una sola llengua estàndard o en algun interlecte al conjunt waywash o almenys a les quatre primeres zones. Entre les zones 4 i 5 tampoc hi ha una bona intel·ligibilitat mútua.
Respecte al primer conjunt (1, 2, 3), la intercomprensió d'aquests sistemes és dels més complexos de la família quítxua.